# Deigloria modesta
Deigloria modesta är en svampart som beskrevs av Agerer 1980. Deigloria modesta ingår i släktet Deigloria och familjen Marasmiaceae.   Inga underarter finns listade i Catalogue of Life.